# Ross Barkley
Ross Barkley (Liverpool, Inglaterra, 5 de diciembre de 1993) es un futbolista británico que juega como centrocampista y su equipo es el Aston Villa F. C. de la Premier League de Inglaterra. Ha sido internacional con la selección de Inglaterra.

## Trayectoria

### Everton
Barkley se unió a la academia del Everton F. C. a los 11 años de edad. En octubre de 2010, cuando ya había sido convocado para un partido de Premier League, sufrió una grave lesión cuando se encontraba con la selección inglesa sub-19. En verano de 2011, tras realizar la pretemporada con el primer equipo, Ross fue reconocido por Tim Cahill como el jugador más talentoso con el que había trabajado. El 20 de agosto de 2011 debutó como titular en Goodison Park en el encuentro ante el QPR de la segunda jornada de la Premier League.
Entre septiembre y noviembre de 2012 jugó como cedido en el Sheffield Wednesday. El 11 de enero de 2013 llegó al Leeds United, donde firmó un contrato de cesión de apenas un mes. Al final de esa misma campaña fue elegido como mejor jugador joven del Everton, galardón que repitió al final de la siguiente temporada.
El 13 de agosto de 2013 logró su primer tanto con la camiseta blue en un empate ante el Norwich City. Sus actuaciones, en ese tramo de la temporada, fueron halagadas por varios exfutbolistas como Alan Hansen o Lineker. El joven centrocampista continuó siendo titular durante tres temporadas más, destacando especialmente en la campaña 2015-16 con doce tantos. Sin embargo, una lesión muscular le impidió participar en su última temporada en el club

### Chelsea
El 5 de enero de 2018 fichó por el Chelsea FC a cambio de 17 millones de euros (15 millones de libras esterlinas) firmando un contrato hasta 2023. El 24 de enero debutó con el equipo londinense en un encuentro de semifinales de Copa de la Liga ante el Arsenal. Una semana más tarde se produjo su debut en Premier League en una derrota por 0 a 3 ante el Bournemouth.
El 7 de octubre logró su primer tanto con el club dirigido por Sarri en una goleada por 0 a 3 ante el Southampton. Trece días después logró el tanto del empate, en el minuto 96, ante el Manchester United en Stamford Bridge. Una semana después repitió honores en la victoria por 0 a 4 ante el Burnley.
El 29 de agosto de 2022 abandonó el club tras rescindir su contrato. Durante su estancia, disputó cien encuentros en los que marcó doce goles y ganó la FA Cup y la Liga Europa de la UEFA.

### O. G. C. Niza
El 4 de septiembre de 2022 fue anunciado como nuevo jugador del O. G. C. Niza de Francia, empezando así su primera experiencia fuera de Inglaterra.

### Luton Town F. C. y regreso al Aston Villa F. C.
El 9 de agosto de 2023 se convirtió en refuerzo del Luton Town F. C. de la Premier League. No pudo ayudar al equipo a conseguir la permanencia, por lo que se marchó al finalizar la temporada y regresó al Aston Villa F. C.

## Selección nacional
Barkley ha sido internacional con la selección de Inglaterra sub-16, sub-17, sub-19 y sub-21. Con la Sub-16, Barkley anotó un gol ante Irlanda del Norte en un juego de la Victory Shield en 2008, cuando apenas tenía 14 años de edad. También participó en el Montaigu Tournament de 2009, en donde se desempeñó como capitán y ayudó a su selección a conseguir el título con una victoria por 2-1 sobre Alemania en la final. En total, Barkley anotó 2 goles en 7 partidos durante su período con la Sub-16. Su debut con la Sub-17 fue en octubre de 2009 ante Kazajistán. También disputó el Campeonato Europeo Sub-17 de 2010, en donde se consagró campeón el 30 de mayo de 2010, al haber derrotado por 2-1 a España en la final. Durante dicho torneo, Barkley marcó 2 goles, los cuales fueron ante la República Checa y ante Grecia.
El 6 de septiembre de 2013 debutó con la absoluta en un clasificatorio ante Moldavia. El 12 de mayo de 2014, Ross Barkley fue incluido por el entrenador Roy Hodgson en la lista final de 23 jugadores que representarían a Inglaterra en la Copa Mundial de Fútbol de 2014, participando en los tres encuentros posibles que jugó su selección.
Fue convocado para la Eurocopa 2016, aunque no llegó a jugar ni un minuto.

### Participaciones en Copas del Mundo
| Mundial                        | Sede   | Resultado    |
| ------------------------------ | ------ | ------------ |
| Copa Mundial de Fútbol de 2014 | Brasil | Primera fase |

### Participaciones en Eurocopas
| Eurocopa      | Sede    | Resultado        | Partidos | Goles |
| ------------- | ------- | ---------------- | -------- | ----- |
| Eurocopa 2016 | Francia | Octavos de final | 0        | 0     |

## Estadísticas

### Clubes
Actualizado al último partido disputado el 25 de mayo de 2025.
| Club                                 | Div.          | Temporada     | Liga  | Liga  | Liga   | Copas nacionales | Copas nacionales | Copas nacionales | Torneos internacionales | Torneos internacionales | Torneos internacionales | Total | Total | Total  |
| Club                                 | Div.          | Temporada     | Part. | Goles | Asist. | Part.            | Goles            | Asist.           | Part.                   | Goles                   | Asist.                  | Part. | Goles | Asist. |
| ------------------------------------ | ------------- | ------------- | ----- | ----- | ------ | ---------------- | ---------------- | ---------------- | ----------------------- | ----------------------- | ----------------------- | ----- | ----- | ------ |
| Everton F. C. Inglaterra             | 1.ª           | 2011-12       | 6     | 0     | 0      | 3                | 0                | 2                | —                       | —                       | —                       | 9     | 0     | 2      |
| Everton F. C. Inglaterra             | 1.ª           | 2012-13       | 7     | 0     | 0      | 2                | 0                | 0                | —                       | —                       | —                       | 9     | 0     | 0      |
| Sheffield Wednesday F. C. Inglaterra | 2.ª           | 2012-13       | 13    | 4     | 0      | —                | —                | —                | —                       | —                       | —                       | 13    | 4     | 0      |
| Sheffield Wednesday F. C. Inglaterra | Total club    | Total club    | 13    | 4     | 0      | 0                | 0                | 0                | 0                       | 0                       | 0                       | 13    | 4     | 0      |
| Leeds United F. C. Inglaterra        | 2.ª           | 2012-13       | 4     | 0     | 1      | —                | —                | —                | —                       | —                       | —                       | 4     | 0     | 1      |
| Leeds United F. C. Inglaterra        | Total club    | Total club    | 4     | 0     | 1      | 0                | 0                | 0                | 0                       | 0                       | 0                       | 4     | 0     | 1      |
| Everton F. C. Inglaterra             | 1.ª           | 2013-14       | 34    | 6     | 0      | 4                | 1                | 1                | —                       | —                       | —                       | 38    | 7     | 1      |
| Everton F. C. Inglaterra             | 1.ª           | 2014-15       | 29    | 2     | 2      | 2                | 0                | 0                | 5                       | 0                       | 1                       | 36    | 2     | 3      |
| Everton F. C. Inglaterra             | 1.ª           | 2015-16       | 38    | 8     | 8      | 10               | 4                | 3                | —                       | —                       | —                       | 48    | 12    | 11     |
| Everton F. C. Inglaterra             | 1.ª           | 2016-17       | 36    | 5     | 8      | 3                | 1                | 0                | —                       | —                       | —                       | 39    | 6     | 8      |
| Everton F. C. Inglaterra             | 1.ª           | 2017-18       | 0     | 0     | 0      | 0                | 0                | 0                | 0                       | 0                       | 0                       | 0     | 0     | 0      |
| Everton F. C. Inglaterra             | Total club    | Total club    | 150   | 21    | 18     | 24               | 6                | 6                | 5                       | 0                       | 1                       | 179   | 27    | 25     |
| Chelsea F. C. Inglaterra             | 1.ª           | 2017-18       | 2     | 0     | 0      | 2                | 0                | 0                | 0                       | 0                       | 0                       | 4     | 0     | 0      |
| Chelsea F. C. Inglaterra             | 1.ª           | 2018-19       | 27    | 3     | 5      | 9                | 0                | 0                | 12                      | 2                       | 1                       | 48    | 5     | 6      |
| Chelsea F. C. Inglaterra             | 1.ª           | 2019-20       | 21    | 1     | 4      | 6                | 4                | 1                | 4                       | 0                       | 0                       | 31    | 5     | 5      |
| Chelsea F. C. Inglaterra             | 1.ª           | 2020-21       | 2     | 0     | 0      | 1                | 1                | 0                | 0                       | 0                       | 0                       | 3     | 1     | 0      |
| Aston Villa F. C. Inglaterra         | 1.ª           | 2020-21       | 24    | 3     | 1      | 0                | 0                | 0                | —                       | —                       | —                       | 24    | 3     | 1      |
| Chelsea F. C. Inglaterra             | 1.ª           | 2021-22       | 6     | 1     | 0      | 5                | 0                | 0                | 3                       | 0                       | 0                       | 14    | 1     | 0      |
| Chelsea F. C. Inglaterra             | Total club    | Total club    | 58    | 5     | 9      | 23               | 5                | 1                | 19                      | 2                       | 1                       | 100   | 12    | 11     |
| O. G. C. Niza Francia                | 1.ª           | 2022-23       | 27    | 4     | 2      | 1                | 0                | 0                | 0                       | 0                       | 0                       | 28    | 4     | 2      |
| O. G. C. Niza Francia                | Total club    | Total club    | 27    | 4     | 2      | 1                | 0                | 0                | 0                       | 0                       | 0                       | 28    | 4     | 2      |
| Luton Town F. C. Inglaterra          | 1.ª           | 2023-24       | 32    | 5     | 4      | 5                | 0                | 2                | —                       | —                       | —                       | 37    | 5     | 6      |
| Luton Town F. C. Inglaterra          | Total club    | Total club    | 32    | 5     | 4      | 5                | 0                | 2                | 0                       | 0                       | 0                       | 37    | 5     | 6      |
| Aston Villa F. C. Inglaterra         | 1.ª           | 2024-25       | 20    | 3     | 1      | 3                | 0                | 0                | 6                       | 1                       | 0                       | 29    | 4     | 1      |
| Aston Villa F. C. Inglaterra         | Total club    | Total club    | 44    | 6     | 2      | 3                | 0                | 0                | 6                       | 1                       | 0                       | 53    | 7     | 2      |
| Total carrera                        | Total carrera | Total carrera | 328   | 45    | 36     | 56               | 11               | 9                | 30                      | 3                       | 2                       | 414   | 59    | 47     |
| 1. 2.                                |               |               |       |       |        |                  |                  |                  |                         |                         |                         |       |       |        |

## Palmarés

### Campeonatos nacionales
| Título | Club          | País       | Año  |
| ------ | ------------- | ---------- | ---- |
| FA Cup | Chelsea F. C. | Inglaterra | 2018 |

### Campeonatos internacionales
| Título                            | Club (*)                | Sede                   | Año  |
| --------------------------------- | ----------------------- | ---------------------- | ---- |
| Europeo Sub-17                    | Selección de Inglaterra | Liechtenstein          | 2010 |
| Liga Europa de la UEFA            | Chelsea F. C.           | Bakú                   | 2019 |
| Copa Mundial de Clubes de la FIFA | Chelsea F. C.           | Emiratos Árabes Unidos | 2021 |

(*) Incluyendo la selección.